# Remember Monday
Remember Monday est un groupe féminin de country pop britannique, composé de Lauren Byrne, Holly-Anne Hull, et Charlotte Steele, révélé au grand public par leur participation à The Voice UK en 2019.
Elles représentent le Royaume-Uni au Concours Eurovision de la chanson 2025 avec le titre What the Hell Just Happened?.

## Carrière

### Rencontre et débuts
Le trio se rencontre lors de leurs études dans un lycée de Farnborough, dans le Hampshire, et se lie d'amitié grâce à leur passion commune pour la musique.
Le groupe a des liens étroits avec le monde de la comédie musicale : Holly-Anne Hull a joué dans Le Fantôme de l'Opéra et Les Misérables, et a chanté pour les 80 ans de la Reine Élisabeth II ; Lauren Byrne a joué dans Matilda et Charlotte Steele dans Mary Poppins. Hull a également remporté en 2009 la première édition britannique de My Camp Rock (en), une compétition de chant qui accompagnait la sortie du film Camp Rock. 
En 2013, le groupe se forme sous le nom Houston, mais change de nom en 2018 pour Remember Monday (littéralement en français: « Souviens-toi du lundi »), une référence au jour de la semaine où elles pouvaient répéter ensemble.

### 2019:The Voice UK
Remember Monday participe à la huitième saison du télé-crochet The Voice UK, où elles auditionnent avec la chanson Kiss from a Rose de Seal. Les quatre juges s'étant retournés, le groupe choisit finalement Jennifer Hudson car c'est la seule femme et car la chanteuse américaine leur a jeté une chaussure, un geste flatteur qu'elle compare elle-même à une standing ovation. Elles avancent dans la compétition mais sont éliminées lors de l'épreuve des KO où elles interprètent Jailbreaker, une de leurs compositions.
En septembre 2023, les membres du groupe quittent leurs emplois respectifs pour se consacrer pleinement à la musique. En octobre 2024, elles publient l'EP Crazy Anyway.

### 2025:Concours Eurovision de la chanson
Le 7 février 2025, Nat O'Leary et Vicky Hawkesworth annoncent accidentellement lors de la matinale de la BBC Radio 1 que le groupe représentera le Royaume-Uni lors du Concours Eurovision de la chanson 2025 à Bâle, en Suisse. L'annonce cavalière est moquée car non-prévue par la BBC, qui  confirme finalement l'information le 7 mars 2025 après de nombreuses fuites.
Remember Monday est le premier girls band à représenter le Royaume-Uni depuis Precious en 1999. Leur morceau, What the Hell Just Happened?, débute à la 95e place du UK Singles Chart. Le Royaume-Uni faisant partie des « Big Five », les cinq plus gros contributeurs de l'Union européenne de radio-télévision, le groupe est automatiquement qualifié pour la finale du 17 mai 2025, durant laquelle il se classe 19ème sur 26 participants, recevant 88 points, dont aucun du vote du public. 

## Discographie

### Singles
- 2019 : Find My Way
- 2020 : Version of You
- 2021 : Fat Bottomed Girls
- 2021 : What I Know Now
- 2022 : Nothing Nice to Say
- 2023 : Let Down
- 2024 : Laugh About It
- 2024 : Hand in My Pocket
- 2024 : Show Face
- 2024 : Brown Eyed Girl
- 2024 : What the Girls Bathroom is For
- 2024 : Famous
- 2025 : What the Hell Just Happened?